# لويس ألفارادو
لويس ألفارادو (بالإسبانية: Wilfredo Alvarado) هو لاعب كرة قدم ومدرب كرة قدم فنزويلي، ولد في 4 أكتوبر 1970 في أكاريغوا ‏ في فنزويلا. شارك مع منتخب فنزويلا لكرة القدم. أما مع النوادي، فقد لعب مع ديبورتيفو تاشيرا ونادي بورتوغيزا.

## وصلات خارجية
- لويس ألفارادو على موقع الاتحاد الدولي (مؤرشف)  (الإنجليزية)
- لويس ألفارادو على موقع قاعدة بيانات كرة القدم.إي يو (الإنجليزية)
- لويس ألفارادو على موقع ناشيونال فوتبول تيمز (الإنجليزية)